# 태양광 자동차 경주대회
태양광 자동차 경주는 태양광 에너지를 차량 표면의 태양광 패널로부터 공급받는 전기 자동차 경주를 가리킨다. 최초의 태양광 자동차 경주는 1985년 Tour de Sol로 그 후 몇몇 비슷한 경주가 유럽 미국 호주에서 열렸다. 이러한 경주에는 때로 대학에서 학생들의 공학과 기술 역량을 키우기 위해 참여했었지만, 기업들도 많이 참여했었다. 소수의 고등학교 팀도 고등학생들을 위한 경주에 참여했었다.

## 장거리 경주
가장 주목할만한 태양광 자동차 장거리 (지상) 경주는 세계 태양광 경주대회와 북미 태양광 자동차 경주대회이다. 이들 경주에는 다양한 대학과 기업이 참가한다. 기업 팀은 설계팀에 대체 에너지 원천과 첨단 재료에 경험을 갖게 하고자 참여한다. 대학 팀이 참가하는 목적도 학생들에게 첨단 기술 자동차 설계와 환경 친화적 첨단 재료 경험을 갖게 하는 것이다. 이러한 경주는 때때로 정부 또는 교육 기관과 재생 가능한 에너지원을 육성하고자 하는 기업의 지원을 받는다.

### 지원
경주에 참가한 차량을 위하여 심도 있는 지원 팀이 필요한데, 규모 면에서 전문 자동차 경주 팀과 유사한 수준이다. 이는 특히 세계 태양광 자동차 경주에서 두드러지는데, 이 경주에서는 일부 구간이 매우 외딴 지역에서 이루어지기 때문이다. 태양광 자동차 경주는 지원 차량 대열의 호위를 받으며 이동한다. 장거리 경주에서 각 태양광 자동차 앞에는 경주차 앞의 장애물을 판별할 수 있는 선도차량이 달린다. 경주차 뒤에는 통제 차량이 경주의 페이스를 조절한다. 여기서 전술적 결정을 태양광 경주차로부터의 와이파이 정보와 기상 지형 환경 정보에 기초하여 내린다. 통제 차량은 원격으로 경주차의 동력과 속력을 지능 순항 제어를 이용하여 제어할 수 있고, 이 경우 경주차 운전자는 조향만 담당한다. 통제 차량뒤에는 한대 또는 그 이상의 차량에 교대 운전사와 정비 지원팀, 보급품, 전체 팀을 위한 캠핑 장비가 뒤따른다. 

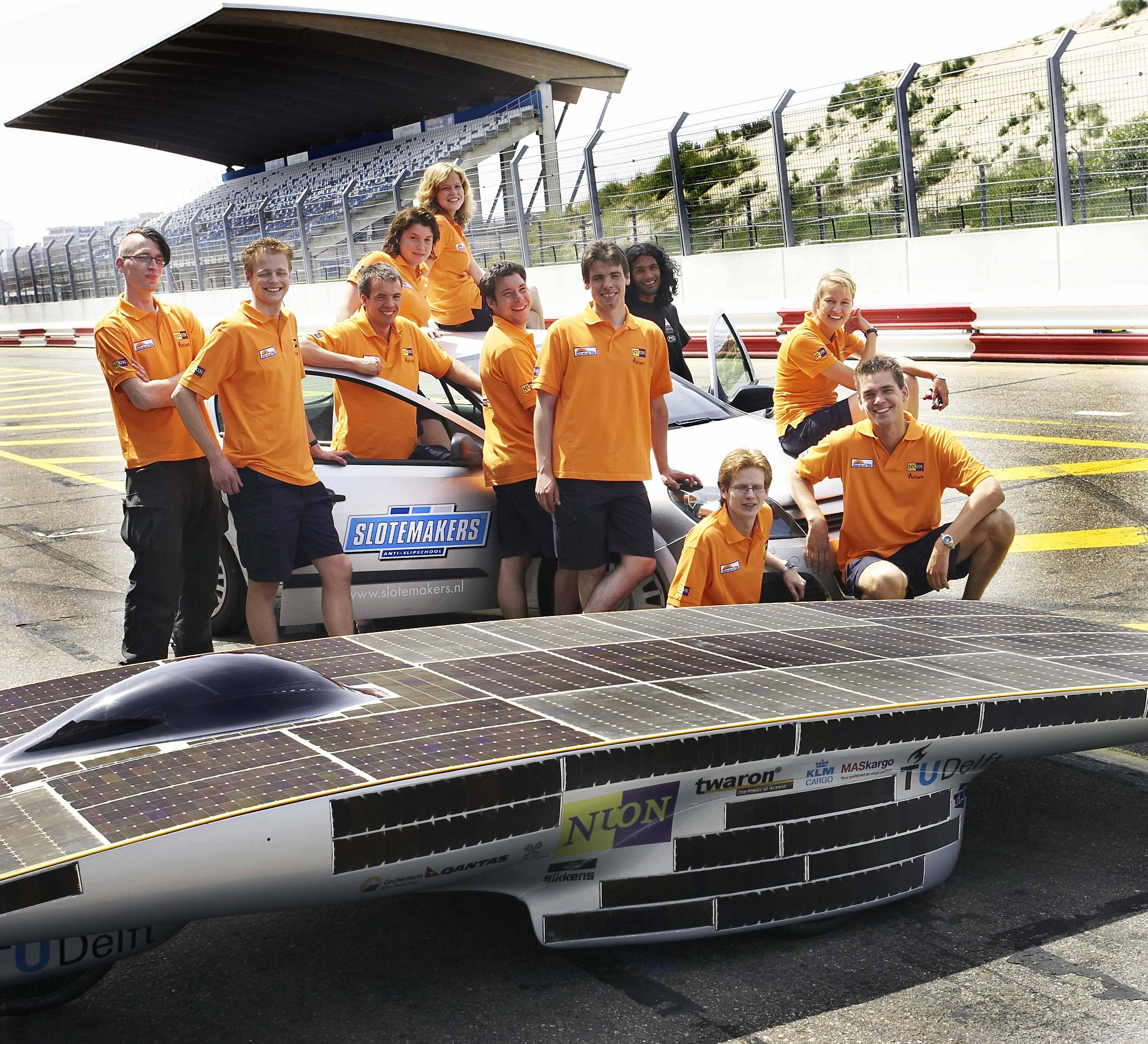
2005년 시험중인 네덜란드 Nuna 3 팀.

### 세계 태양광 자동차 경주대회
이 경주는 전 세계에 참여의 장을 제공하며 호주 대륙을 종단한다. 2005년에는 네덜란드 Nuna 3 팀이 3000km 거리에 걸쳐 평균 시속 102.75km/h의 기록으로 3번째로 우승하였다. 호주의 오로라(92.03km/h)와 미시간대 팀 (90.03km/h) 이 각각 뒤를 따랐다. 2005년 참여 팀의 속도가 매우 높았으므로 2007년 이후 경주에는 규정이 변경되었다.
20주년 경주는 2007년 10월에 열렸다. 주요 규정 변경이 2006년 6월 배포되었는데, 그 목적은 안전도 향상시키고, 신세대 태양광 자동차를 개발하면서 조금만 바꾸면 지속가능한 수송수단의 실용적인 제안이 될 수 있도록 하기 위함이며, 전년도 본선 경주에서 110km/h의 제한 속도를 손쉽게 넘어설 수 있는 참가 차량의 속도를 낮추기 위한 것이었다. 우승팀은 역시 Nuna 4 팀으로 평균 속도 90.87km/h였다. 예전 규정을 적용하는 모험급에서는 아시야대 태양광 프로젝트 팀이 93.57 km/h의 기록으로 우승했다.

## 차량 설계
태양광 자동차는 항공 우주, 자전거, 대체에너지, 자동차 산업의 기술을 융합한다. 대부분의 경주차와는 달리, 태양광 경주차는 경주 규칙에 따른 에너지 제한이 매우 심하다. 이 규정에 따라 태양 복사로부터 모아진 에너지만 사용할 수 있다. (비록 대회에 따라서는 전지가 완전히 충전된 상태로 출발하기도 하지만.) 어떤 자동차 급에서는 인간 동력 사용도 허용한다. 따라서 설계를 공기 역학적 저항, 차량 중량, 구름 저항과 전기 효율을 최적화는 것이 다른 무엇 보다도 중요하다.
오늘날 경주에서 좋은 성적을 내는 차량들의 일반적인 설계는 자그마한 조종실 덮개가 가운데 있는 곡면 날개 배열로, 전체가 태양광 전지로 덮여 있으며 바퀴는 3개이다. 전에는 바퀴벌레형 차체에 부드러운 노즈 패어링을 가지고 있는 형태가 더 성공적이었다. 저속에서는 전력 생산량이 더 적은 배열을 사용하고, 다른 구성도 가능하다. (예를 들면 기존의 전기차의 가용 표면을 태양광 전지로 덮거나 태양광 전지 덮개를 위에 올리는 등.)

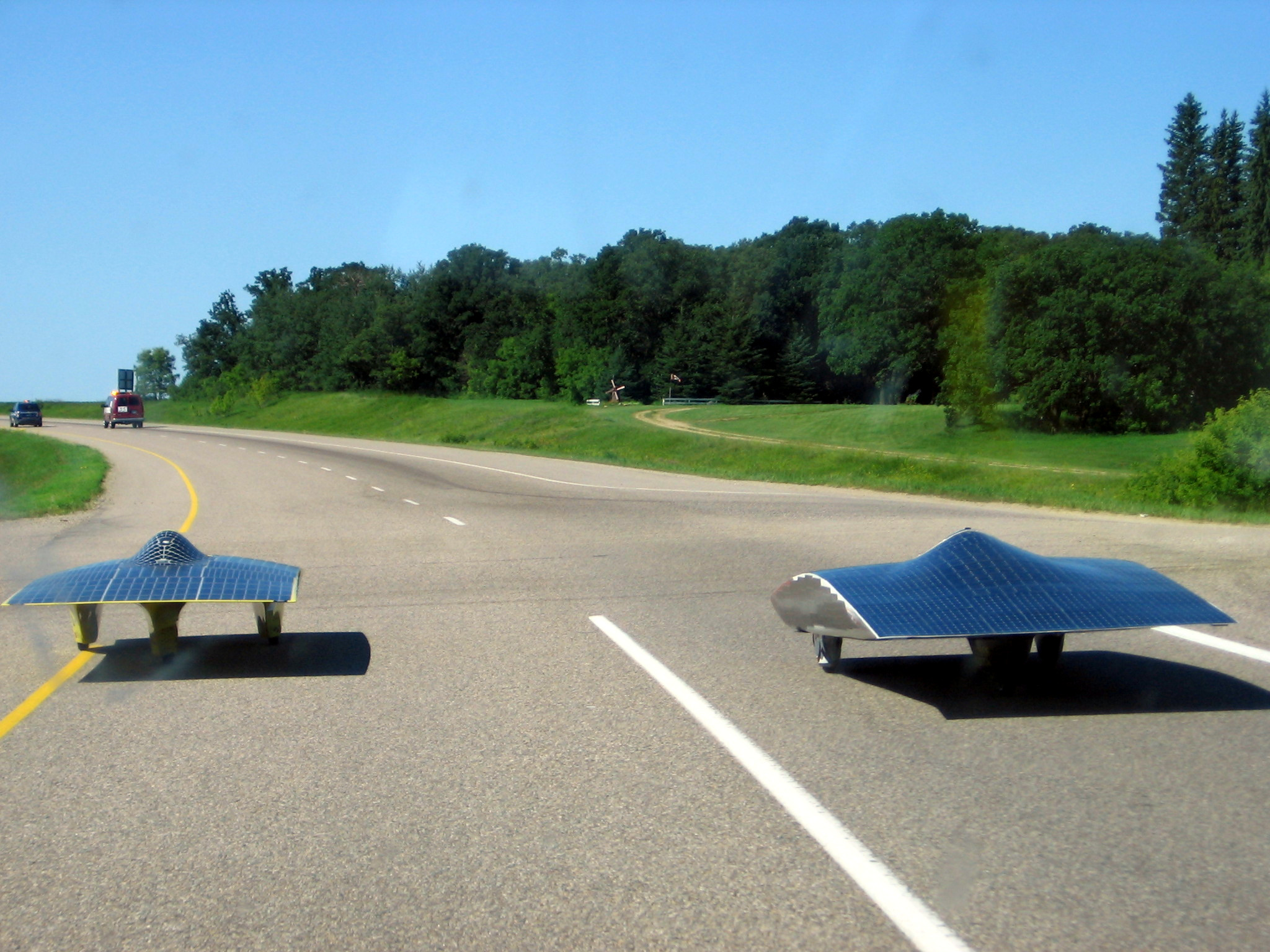
태양광 경주 차량이 2005년 북미 태양광 경주대회 결승선을 향하고 있다

### 전기 시스템
전기 시스템은 시스템에 드나드는 모든 동력을 제어한다. 전지 팩에 정지시, 저속주행시, 그리고 내리막길에서 여분의 태양광 에너지를 저장한다. 태양광 자동차는 다양한 전지를 사용하는데, 납 축전지, 니켈-금속수화물 전지, 니켈-카드뮴 전지, 리튬 이온 전지와 리튬이온 중합체 전지를 사용한다.
전력 전자공학을 적용하여 전기 시스템을 최적화할 수 있다. 최대 전력점 추종기로 태양광 전지 배열의 작동점을 조정하여 주어진 온도 같은 조건에서 최대의 전력이 생산되는 전압으로 맞출 수 있다. 전지 관리장치는 과충전으로부터 전지를 보호한다. 모터 제어 장치는 모터 동력을 제어한다. 다수의 제어장치가 동원되어 회생제동을 통해 동력이 감속중에 전지로 돌아가게 한다.
어떤 태양광 자동차는 복잡한 데이터 수집 체제를 갖추고 전체 전자 계통을 관찰한다. 더 기본적인 차량은 전지 전압과 모터 전력을 본다. 태양광 전력 생산량, 주행 동력 사용량이 변화하는 상황에서 주행 가능 거리를 판단하기 위해 적산 전류계를 사용할 수 있다.
모터도 다양한 형태가 시도되어왔다. 가장 효율적인 모터의 효율은 98%가 넘는다. 브러쉬 없는 3상 DC모터로 전자적으로 전류의 방향을 제어하는 바퀴 내장 모터인데, Halbach 배열 네오디뮴-철-보론 영구자석을 Halbach 배열로 배치하고 코일에는 리츠선을 사용한다. 더 저렴한 대안으로 비동기 교류 모터나 브러쉬 있는 DC 모터가 있다.

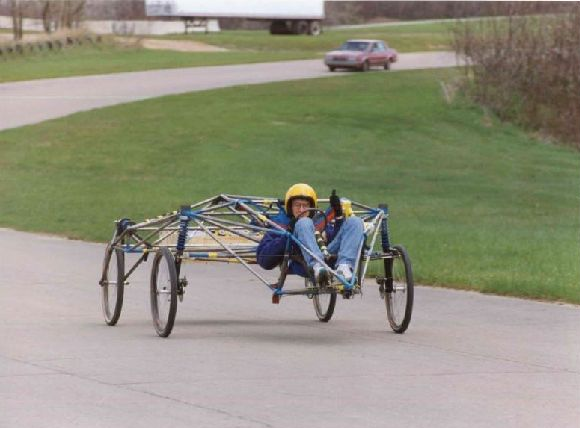
1992년 포드 주행 시험장에서의 차대 시험.

### 기계 시스템
기계 시스템은 강도와 강성을 유지하면서 마찰과 중량을 최소로 하도록 설계된다. 설계자는 보통 알루미늄, 티타늄, 복합재료를 사용하여 가벼우면서도 강도와 강성 요구조건을 만족시키는 차체를 개발한다. 강철은 다수 차량의 어떤 현가 장치 부품에 사용된다.
태양광 자동차는 대체로 3륜이지만, 4륜도 있다. 3륜차는 대체로 2 조향 전륜 1 추종 후륜이다. 4륜차는 보통 차와 같이 구성되지만, 3륜차와 비슷하게 후륜 간격이 좁은 것도 있다.
태양광 자동차는 다양한 현가 장치를 사용하는데, 차체와 차대가 다양하기 때문이다. 가장 일반적인 전륜 현가 장치는 더블 위시본 식 서스펜션이다. 후륜은 때로 모터 싸이클처럼 트레일링 암 형태를 사용한다.
태양광 자동차는 엄격한 제동장치 표준을 만족시켜야 한다. 디스크 브레이크가 가장 일반적으로 사용된다. 제동성능이 좋고 조정하기도 좋기 때문이다. 기계식과 유압식 모두 널리 사용된다. 브레이크 패드 또는 슈는 일반적으로 브레이크 드래그를 최소화하기 위해 물러나도록 설계된다.
제동 체제도 태양광 자동차에 있어서는 다양하다. 주요 설계 요소는 효율, 신뢰성, 타이어 마모와 동력 손실을 최소화하기 위한 정밀한 정렬이다. 태양광 자동차 경주가 인기를 끌게 됨에 따라 어떤 타이어 제조 업체에서는 태양광 자동차를 위한 타이어를 설계하게 되었다. 이로써 전반적인 안전과 성능이 향상되었다.
모든 명문 팀은 인휠모터를 사용하여 벨트 또는 체인 전동을 배제하였다.
시험은 경주 전 차량 신뢰성을 보여 주기 위하여 필수적이다. 2시간 이득을 보기 위해 비용이 수억원까지 들 수도 있지만, 똑같이 2시간을 신뢰성 문제로 잃을 수도 있다.

### 태양광 전지 배열
태양광 전지 배열은 수백 (또는 수천)의 태양광 전지로 이루어져 있다. 태양광 전지는 햇빛을 전기로 변환한다. 태양광 자동차는 다양한 태양광 전지 기술을 사용할 수 있다. 가장 흔히 사용되는 것은 다결정 실리콘, 단결정 실리콘, 또는 갈륨 비소 기술이다. 태양광 전지는 일렬로 연결되고, 다시 패널로 연결된다. 패널에서 보통 전지와 가까운 전압이 얻어진다. 주 목적은 가장 작은 공간에 가장 큰 면적을 얻는 것이다. 설계자들은 태양광 전지를 날씨와 파손으로부터 보호하기 위해 포장한다.
태양광 전지 배열을 설계하는 것은 단지 한 묶음의 전지를 엮는 것으로 끝나는 것은 아니다. 태양광 전지 배열은 많은 조그만 전지가 직렬로 연결된 것처럼 작동한다. 합계 전압은 모든 태양광 전지 전압의 합과 같다. 문제는 만일 한 개의 태양광 전지가 그림자에 들어가면 마치 다이오드처럼 작동하여 연결된 모든 전지의 전류를 방해한다는 것이다. 이런 문제를 해결하기 위해 배열을 설계할 때 바이패스 다이오드를 몇 개의 작은 구간에 평행으로 사용하여 전류가 작동하지 않는 광전지를 우회하도록 만든다. 다른 고려할 점은 전지 자체가 전류를 꺼꾸로 흐르도록 만들 수도 있다는 것인데, 이를 막기 위해 각 패널 마지막 단에 다이오드를 설치할 수 있다.
태양광 전지로 생산된 전력은 날씨, 태양의 위치, 그리고 배열의 용량에 달려 있다. 밝은 날 정오에 성능 좋은 배열 하나로 2kW 이상 발전할 수 있다. 6 m2 배열에 20% 전지라면 일반적인 세계 태양광 자동차 경주대회중 하루에 대략 6kWh (22kJ)의 에너지를 생산한다.
어떤 차량은 자주식 또는 통합형 돛을 사용하여 풍력을 이용하자 한다.
 세계 태양광 자동차 경주대회와 북미 태양광 자동차 경주대회를 비롯한 많은 경주에서 풍력 에너지를 태양광 에너지로 고려하므로 규정상 가능하다.

### 공기 역학
공기역학적 저항은 태양광 경주차 주요 손실에 해당한다. 차량의 공기 역학 저항은 전방 면적과 그 Cd의 곱이다. 대부분의 태양광 자동차는 전방 면적이 0.75 ~ 1.3 m2이다. Cd는 최저 0.10 도 기록되었지만 0.13이 더 일반적이다. 이를 달성하자면 세세한 부분에 상당한 주의를 기울여야 한다.

### 중량
중량도 중대한 요소이다. 가벼운 차량은 구름 저항도 덜 발생시키고 브레이크, 현가 장치부품도 더 작아도 된다. 이것이 경량화의 선순환이다.

### 구름 저항
구름 저항은 적절한 타이어에 적절한 압력을 사용하고 정렬을 바로잡고, 차량 중량을 최소화 함으로써 최소화될 수 있다.

### 성능 방정식
태양광 자동차 설계는 다음 방정식에 지배된다.
{\displaystyle \eta \left\{\eta _{b}E+{\frac {Px}{v}}\right\}=\left\{WC_{rr1}+NC_{rr2}v+{\frac {1}{2}}\rho C_{d}Av^{2}\right\}x+Wh+{\frac {N_{a}Wv^{2}}{2g}}}
이는 장거리 경주와 실제 사례에서 관찰된 항들을 포함하는 성능 방정식으로 단순화될 수 있다.
{\displaystyle \eta \left\{\eta _{b}Ev/x+P\right\}=\left\{WC_{rr1}v+{\frac {1}{2}}\rho C_{d}Av^{3}\right\}}
즉, 좌변은 차량으로 들어가는 에너지 입력 (전지와 태양 전력)을, 우변은 경주로를 따라 차량을 추진하기 위하여 (구름저항, 공기역학적 항력을 극복하고, 오르막길을 올라가고, 가속하는 데) 필요한 에너지 필요한 에너지를 뜻한다. 이 방정식의 모든 것은 속도 v를 제외하고는 예측 가능하다. 매개변수는 다음과 같다.
| 기호 | 설명                                     | 포드 호주 | Aurora  | Aurora  | Aurora        |
| ---- | ---------------------------------------- | --------- | ------- | ------- | ------------- |
|      | Year                                     | 1987      | 1993    | 1999    | 2007          |
| η    | 모터, 제어장치, 동력계통 효율 (비)       | 0.82      | 0.80    | 0.97    | 0.97          |
| ηb   | 와트 시 전지 효율 (비)                   | 0.82      | 0.92    | 0.82    | 1.00 (LiPoly) |
| E    | 전지에 남은 에너지 (줄)                  | 12e6      | 18e6    | 18e6    | 18e6          |
| P    | 태양광 전지 배열 전력 추정치 (1) (와트)  | 918       | 902     | 1050    | 972           |
| x    | 경주 거리 (meters)                       | 3e6       | 3.007e6 | 3.007e6 | 3.007e6       |
| W    | 수익하중을 포함한 차량 중량 (뉴톤)       | 2690      | 2950    | 3000    | 2400          |
| Crr1 | 구름저항의 첫 번째 계수 (무차원)         | 0.0060    | 0.0050  | 0.0027  | 0.0027        |
| Crr2 | 구름저항의 두 번째 계수 (뉴튼 초 / 미터) | 0         | 0       | 0       | 0             |
| N    | 바퀴수 (정수)                            | 4         | 3       | 3       | 3             |
| ρ    | 공기 밀도 (킬로그램/입방미터)            | 1.22      | 1.22    | 1.22    | 1.22          |
| Cd   | 공기저항계수 (무차원)                    | 0.26      | 0.133   | 0.10    | 0.10          |
| A    | 전방 면적(평방 미터)                     | 0.70      | 0.75    | 0.75    | 0.76          |
| h    | 최고 등반 고도(미터)                     | 0         | 0       | 0       | 0             |
| Na   | 경기 중 하루에 가속해야 하는 횟수(정수)  | 4         | 4       | 4       | 4             |
| g    | 지역 중력 가속도(미터/초/초)             | 9.81      | 9.81    | 9.81    | 9.81          |
| v    | 예상 평균 속도 (미터/초)                 | 16.8      | 20.3    | 27.2    | 27.1          |
|      | 예상 평균 속도 (킬로미터/시)             | 60.5      | 73.1    | 97.9    | 97.6          |
|      | 실제 경주 속도 (킬로미터/시)             | 44.8      | 70.1    | 73      | 85            |

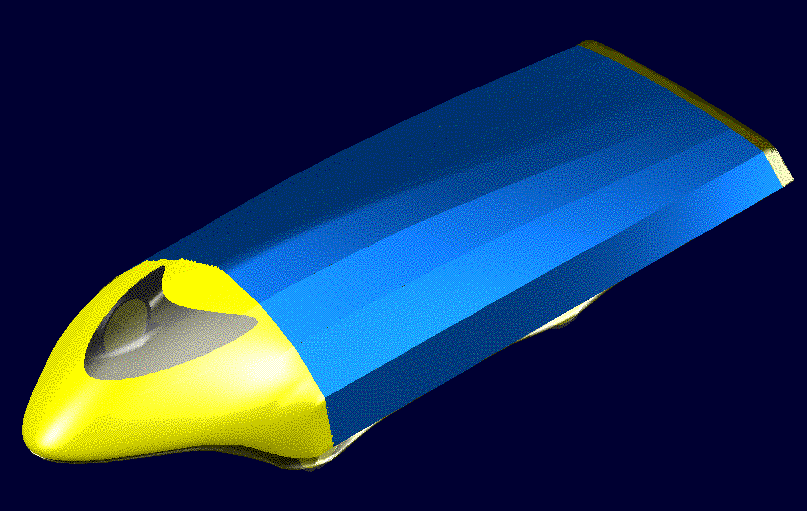
미시간대 태양광 자동차 차체 전산 모형.

(1) 세계 태양광 자동차 경주대회에서는 (7/9)×공칭 전력으로 계산한다.
긴 방정식을 풀면 약 100 항 정도의 큰 수식이 나온다. 전력 방정식을 참고하여 중재안을 만들면, 다양한 차량 설계안을 비교 하여 주어진 경주로상에서의 비교 성능을 평가할 수 있다. 전산 응용 공학, 시스템 모델링과 함께 전력 방정식이 태양광 자동차 설계에 유용한 도구가 될 수 있다.

### 경주로에 관하여 고려할 점
태양광 자동차 경주로의 방향성은 하늘의 태양 위치에 영향을 미치고, 다시 차량의 입력 에너지에 영향을 미친다.
- 남->북 구간에서는, 예를 들어, 운전자의 오른쪽 어깨쪽에서 떠서 왼쪽 어깨쪽으로 진다. (해가 동쪽에서 떠서 서쪽으로 지기 때문)
- 동->서 구간에서는, 해가 등 뒤에서 떠서 차량과 나란히 움직이다가 차량 앞으로 진다.
- 복합 구간에서는 긴 남북 구간과 긴 동서 구간이 모두 존재한다.

이것이 설계자에게 중요한 까닭은 태양광 전지 패널(간단히 광전지 “배열”이라고도 함)이 경주일 동안 가능한 오래 태양을 바로 바라보도록 하여 배열로의 에너지 입력을 최대화 하고자 하기 때문이다. 따라서 남->북 경주차는 햇빛이 닿는 차량 옆면에 태양광 전지를 부착하여 (또는 축이 차량 이동 방향과 나란한 볼록 배열을 사용하여) 전체 에너지 입력을 늘릴 수 있다. 대조적으로, 동->서 경주의 경우 차량 옆면 광전지의 혜택은 줄어들 것이고, 평판 배열이 선호될 수 있다.
태양광 경주차는 전용 목적으로 제작되고 배열이 대부분의 경우 차량에 대해 상대 운동하지 않으므로 (주목할만한 예외는 있음), 경주로에 특화하여 평판안과 볼록안을 절충하는 것이 경주팀의 가장 큰 결정 사항 중 하나이다.
예를 들어, 1990년과 1993년 선래이스 USA 행사 우승 차량은 뚜렷한 볼록형으로 남->북 구간에 특화된 것이었다. 1997년에는 대부분의 차량이 동->서 구간에 맞추어 평판 배열을 채택하였다.

## 경주 전략

### 에너지 사용
에너지를 최적으로 사용하는 것이 태양광 자동차 경주대회에서는 가장 중요하다. 따라서 끊임없이 관찰하고 차량의 에너지 매개변수를 최적화하는 것이 유용하다. 대부분의 팀은 주어진 차량 상태에 따라 최적 속도를 계속 갱신하는 프로그램을 보유하고 있다. 어떤 팀은 원격 측정을 통해 차량 성능 자료를 후속 지원 차량에 전달하여 경주차 운전자에게 최적 전략을 제공하도록 한다.

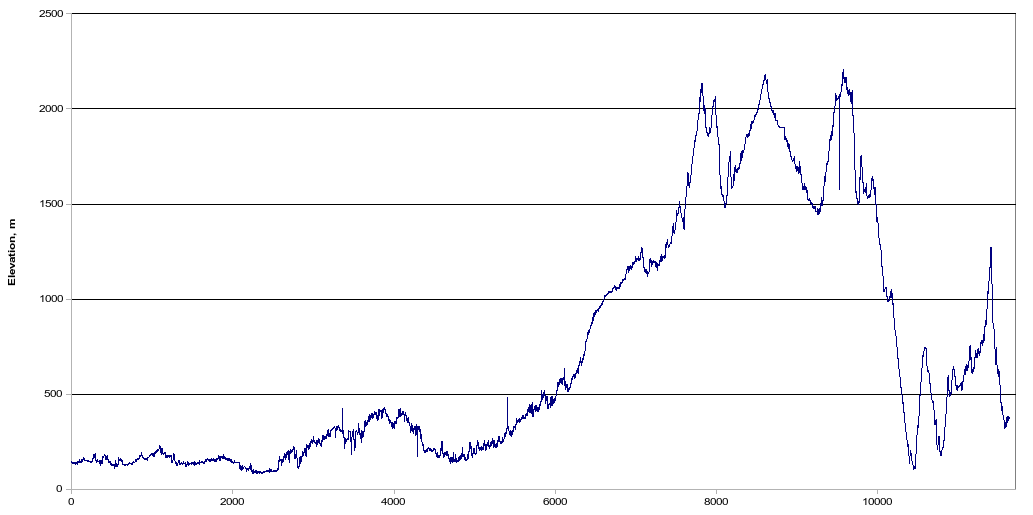
미 일리노이주에서 캘리포니아주로 향하는 로키 산맥을 넘는 경주로의 고도 (미터).

### 경주로
경주로 자체도 전략에 영향을 미친다. 왜냐하면 태양의 위치가 차량의 방향에 따르는 다양한 요인에 따라 변하기 때문이다. (위 경주로에 관하여 고려할 점 참조)
덧붙여, 경주로 고도 변화도 주파에 소요되는 전력의 양에 극적인 영향을 미친다. 예를 들어 2001년 2003년 북미 태양광 자동차 경주 구간은 로키 산맥을 횡단하였다. (그림 참조)

### 날씨 예보
태양광 경주팀은 신뢰할만한 날씨 예보를 얻을 수 있어야 하는데, 각 경기일 동안 차량 입력 전력량을 예측하기 위해서이다.

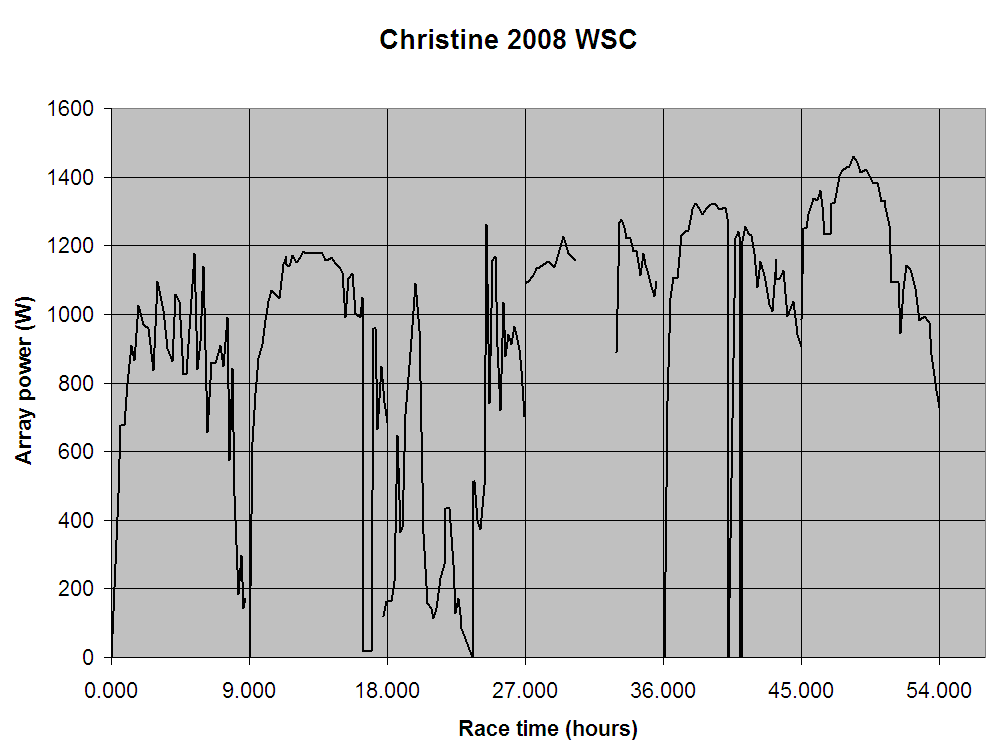
2008년 세계 태양광 자동차 경주대회 오로라의 Christine이 측정한 태양광 발전량.

## 같이 보기
- 태양광 자동차

## 참고 문헌
1. ↑  “세계 태양광 자동차 경주대회 2007 최종 결과” (PDF). 2008년 4월 10일에 원본 문서 (PDF)에서 보존된 문서. 2011년 6월 26일에 확인함.
2. ↑  “태양광 전기차 모터를 위한 바퀴 내장 모터: 기술적 상세”. 2011년 6월 5일에 원본 문서에서 보존된 문서. 2011년 6월 26일에 확인함.
3. ↑  The Leading Edge, Tamai, Goro, Robert Bently, Inc., 1999, p. 137
4. ↑  Roche, Schinkel, Storey, Humphris & Guelden, Speed of Light. ISBN 0-7334-1527-X
5. ↑  Solar Vehicle Performance, Dr. Eric Slimko, December 1, 1991